# スティーヴン・ランシマン
スティーヴン・ランシマン（Steven Runciman, CH FBA, 1903年7月7日 - 2000年11月1日）は、20世紀イギリスの歴史家。

## 略伝
ドクスフォードの初代ランシマン子爵ウォルター・ランシマンの第二子として生まれ、11歳にしてフランス語・ラテン語・ギリシア語・ロシア語に通じたという。イートン校およびケンブリッジ大学のトリニティ・カレッジで学ぶ、前者では勅定奨学生で、後者でジョン・B・ベリーの指導を受けた。1927年から1938年までトリニティ・カレッジで特別研究員として研究を続け、そのかたわらケンブリッジ大学の講師をつとめた。
1940年にブルガリアのソフィア駐在イギリス公使館の広報官となり、1941年にカイロのイギリス大使館に転勤。1942年から1945年までイスタンブール大学でビザンツ芸術と東ローマ帝国史を講じ、1945年から1947年までギリシアにおけるイギリス文化振興会（British Council）の代表であった。
1953年から1954年まではオックスフォード大学の聖メアリ・モードリン・カレッジでウェインフリート講義を、1960年と1961年にはセント・アンドルーズ大学でギフォード講義をそれぞれつとめ、1965年からイギリス＝ギリシア協会の会長であった。1958年にナイトを授爵。その他、大英博物館の評議員・英国学士院の会員・アメリカやギリシアの学士院や学界での名誉会員などを兼ねていた。

## 著作
主著は1951年から1954年にかけ刊行された『十字軍史 A History of the Crusades』3巻で、同じテーマを扱ったフランスの歴史家ルネ・グルッセの大著に劣らない名著で度々改訂再版された。
優れた語学力を駆使し、単にヨーロッパ側から眺めたのではなく、東ローマ帝国とイスラム帝国を視野に治めた公平な評価を下しているのが特徴であった。
- The Emperor Romanus Lecapenus and His Reign (1929、再版1988)
- The First Bulgarian Empire (1930、再版2018) - 以下は略
- Byzantine Civilization (1933、1974)
- The Medieval Manichee : A Study of the Christian Dualist Heresy (1947)
- A History of the Crusades: Volume 1, The First Crusade and the Foundation of the Kingdom of Jerusalem (1951)
- A History of the Crusades: Volume 2, The Kingdom of Jerusalem and the Frankish East (1952)
- The Eastern Schism: A Study of the Papacy and the Eastern Churches in XIth and XIIth Centuries (1953)
- A History of the Crusades: Volume 3, The Kingdom of Acre and the Later Crusades (1954)
  - 再版：Peregrine Books (1965)、Cambridge University Press (1987)、Penguin Modern Classics (2016)
- The Sicilian Vespers: A History of the Mediterranean World in the Later Thirteenth Century (1958、2012) 
  - 藤澤房俊・榊原勝訳 『シチリアの晩禱　13世紀後半の地中海世界の歴史』太陽出版、2002年
- The White Rajahs (1960)
- The Fall of Constantinople 1453 (1965、2012) 
  - 護雅夫訳 『コンスタンティノープル陥落す』みすず書房、1969年、新版1983年、1998年
- The Great Church in Captivity (1968、1985)
- The Last Byzantine Renaissance (1970、2008)
- The Orthodox Churches and the Secular State (1972)
- Byzantine Style and Civilization (1975)
  - Byzantine Style Religion and Civilization (2012) - 新編
- The Byzantine Theocracy (1977、2004)
- Mistra : Byzantine Capital of the Peloponnese (1980) 
  - Lost Capital of Byzantium : The History of Mistra and the Peloponnese (2009) - 新編
- The First Crusade（1980、2004）
  - 和田廣訳 『十字軍の歴史』河出書房新社、1989年
- A Traveller's Alphabet : Partial Memoirs (1991)

### 伝記
- Congress Sir Steven Runciman's Contribution to the Promotion of the Byzantine Civilization (2001) , Proceedings of the International
- Minoo Dinshaw, Outlandish Knight: The Byzantine Life of Steven Runciman (2016) , Allen Lane